# Почему я не христианин
«Почему я не христианин» (англ. Why I Am Not a Christian) — эссе британского философа Бертрана Рассела, написанное им на основе лекции,  прочитанной 6 марта 1927  г. в помещении ратуши Баттерси по инициативе Южно-Лондонского отделения Национального светского общества. Нью-Йоркская публичная библиотека включила его в список наиболее влиятельных книг XX столетия.

## Содержание
Рассел начинает с определения того, что он понимает под термином «христианин», и отсюда начинает разъяснять, почему он не верит в бога и бессмертие и почему не считает Христа самым великим и мудрым из людей — два пункта, которые он считает необходимыми для того, чтобы считать себя христианином. Далее рассматриваются аргументы за существование бога, включая космологический аргумент, телеологический аргумент, аргумент естественного закона и моральные аргументы, которые он описал как «интеллектуальное сошествие (англ. intellectual descent), проделанное теистами в их аргументации».
Далее Рассел подвергает сомнению историческую достоверность существования Христа и религиозную мораль, при этом подчеркнув, что «христианская религия в том виде, в каком она организована в церквях, являлась и является главным врагом морального прогресса в мире». Рассел заключает:

Религия основана, на мой взгляд, прежде всего и главным образом на страхе. Частью это ужас перед неведомым, а частью, как я уже указывал, — желание чувствовать, что у тебя есть своего рода старший брат, который постоит за тебя во всех бедах и злоключениях. <…> Хорошему миру нужны знание, добросердечие и мужество; ему не нужны скорбное сожаление о прошлом или рабская скованность свободного разума словесами, пущенными в обиход в давно прошедшие времена невежественными людьми.Оригинальный текст (англ.)
Religion is based, I think, primarily and mainly upon fear. It is partly the terror of the unknown and partly, as I have said, the wish to feel that you have a kind of elder brother who will stand by you in all your troubles and disputes....A good world needs knowledge, kindliness, and courage; it does not need a regretful hankering after the past or a fettering of the free intelligence by the words uttered long ago by ignorant men.